# Crocs
Crocs Inc. (nel NASDAQ CROX) è una compagnia statunitense fondata da Lyndon Hanson, Scott Seamans, e George Boedecker nel luglio 2002.

## Storia
Ha sede a Boulder, e commercializza sotto il proprio marchio una sorta di zoccoli in plastica leggera (realizzati precedentemente dalla canadese Foam Creations Inc). La prima vendita di 200 modelli avvenne nel novembre 2002, presso una fiera navale. Nonostante una campagna pubblicitaria modesta, la vendita si è sviluppata anche al di fuori degli Stati Uniti. La linea dei prodotti è infatti nota per il design e la praticità. Pur essendo concepiti per la navigazione, sono infatti usati in diversi tipi di contesti, soprattutto l'estate quando emerge l'esigenza di usare una calzatura che sia fresca e che prevenga cattivi odori grazie al materiale appositamente concepito.

## Prodotti e brevetti
Nel 2006 la Crocs ha acquistato la Foam Creations e con essa il brevetto proprietario della resina schiumosa "croslite", realizzata in etilene vinil acetato (spesso indicato con la sigla EVA), che dovrebbe garantire dei benefici podologici. L'azienda detiene quattro brevetti riconosciuti dagli Stati Uniti riguardanti caratteristiche diverse della sua produzione calzaturiera, e ha anche intentato azioni legali contro 11 società a cui imputa una violazione dei suoi brevetti.
La linea di prodotti conta vari modelli, venduti in tinte unite di diversi toni, oppure in combinazioni di due colori.